# Lista de pinturas de Pedro Alexandrino de Carvalho

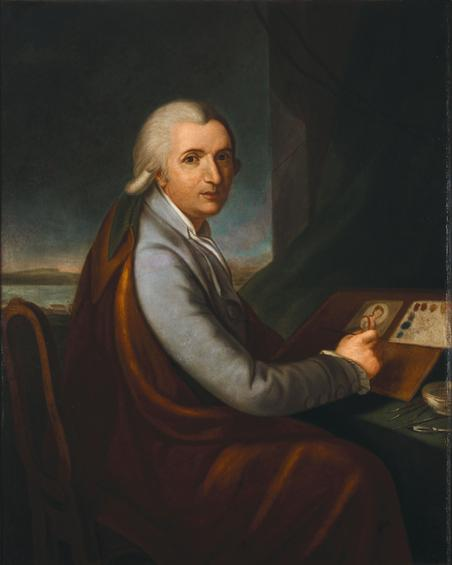
Autorretrato (1790-1805), de Pedro Alexandrino de Carvalho

Esta é uma lista de pinturas de Pedro Alexandrino de Carvalho, lista não exaustiva das pinturas deste pintor, mas tão só das que como tal se encontram registadas na Wikidata.
A lista está ordenada pela data da publicação de cada pintura. Como nas outras listas geradas a partir da Wikidata, os dados cuja designação se encontra em itálico apenas têm ficha na Wikidata, não tendo ainda artigo próprio criado na Wikipédia.
Não tendo obtido o patrocínio para uma viagem de formação a Roma, a formação artística Pedro Alexandrino de Carvalho foi orientada primeiro por João Mesquita e depois por Pereira Pegado. A sua carreira e o seu atelier foram desenvolvidos segundo o modelo oficinal, visível pelo grande número de obras hoje conhecidas e pela disparidade formal dentro e entre algumas pinturas, sendo actualmente conhecidas cerca de 400 obras, sem contar com os desenhos. A sua produtividade artística é ímpar e só se compreende por uma forte liderança de uma eficiente oficina.
Pedro Alexandrino de Carvalho  teve um papel activo no início da formação artística institucional, inexistente em Portugal, e que só veio a ser instaurado em 1836. Foi depois eleito como director na Academia do Nu, em 1785, paralelamente à sua integração na Irmandade de São Lucas, tendo contribuido para a redefinição dos estatutos desta Irmandade.
| Imagem | Título                                                                   | Data         | Retrata                                                                           | Coleção                                | Descrito em |
| ------ | ------------------------------------------------------------------------ | ------------ | --------------------------------------------------------------------------------- | -------------------------------------- | ----------- |
|        | Nossa Senhora da Conceição                                               | 1728         | Imaculada Conceição                                                               | Sé de Santarém                         |             |
|        | Dedicação da Igreja a Nossa Senhora dos Mártires por D. Afonso Henriques | 1770         | Virgem Maria Afonso Henriques                                                     | Basílica de Nossa Senhora dos Mártires |             |
|        | Cristo Salvador do Mundo                                                 | 1778         | Salvador Mundi                                                                    | Museu Nacional de Arte Antiga          |             |
|        | Cristo Salvador do Mundo                                                 | 1778         | Salvador Mundi                                                                    | Sé de Lisboa                           |             |
|        | Pentecostes                                                              | 1780         | Pentecostes                                                                       | Sé de Lisboa                           |             |
|        | Glorificação de São Vicente                                              | 1781         | Vicente de Saragoça                                                               | Sé de Lisboa                           |             |
|        | A Capela de Nazaré transportada por Anjos                                | 1782         | Trindade anjo Nossa Senhora de Loreto                                             | Igreja de Nossa Senhora do Loreto      |             |
|        | Nossa Senhora do Livramento e D. José                                    | 1785         | Virgem Maria José I de Portugal                                                   | Igreja da Memória                      |             |
|        | Autorretrato de Pedro Alexandrino de Carvalho                            | 1790         | Pedro Alexandrino de Carvalho                                                     | Museu Nacional de Arte Antiga          |             |
|        | São Marcos                                                               | 1799         | São Marcos                                                                        | Igreja de Santa Quitéria               |             |
|        | A Virgem Maria e o Menino e Santo António                                | século XVIII | Virgem Maria Jesus Santo António de Lisboa                                        | Igreja de Santa Isabel                 |             |
|        | Êxtase de Santa Teresa d´Ávila                                           | século XVIII | Teresa de Ávila                                                                   | Casa dos Biscaínhos                    |             |
|        | Última Ceia                                                              | século XVIII | Última Ceia                                                                       | Igreja de Nossa Senhora da Conceição   |             |
|        | A Morte de São José                                                      | século XVIII |                                                                                   | No/unknown value                       |             |
|        | Adoração dos Reis Magos                                                  | século XVIII | Adoração dos Magos Menino Jesus Virgem Maria Melchior Caspar Balthazar (rei mago) | No/unknown value                       |             |
|        | Cena com visão de São Pedro                                              | século XVIII | São Pedro                                                                         | No/unknown value                       |             |
|        | Pregação de São João Baptista                                            | século XVIII | João Batista                                                                      | Convento de São Pedro de Alcântara     |             |
|        | Nossa Senhora da Conceição                                               | século XVIII | Imaculada Conceição                                                               | Palácio Nacional de Sintra             |             |
|        | Nossa Senhora da Conceição                                               | século XVIII | Imaculada Conceição                                                               | Capela do Paço da Bemposta             |             |
|        | S. Francisco de Assis em Êxtase                                          | século XVIII |                                                                                   | Capela do Paço da Bemposta             |             |
|        | Pregação de São João Baptista                                            | século XVIII |                                                                                   | Capela do Paço da Bemposta             |             |
|        | Estigmas de S. Francisco de Assis                                        | século XVIII | Estigmatização de São Francisco                                                   | Capela do Paço da Bemposta             |             |
|        | Tu Es Petrus                                                             | século XVIII | Chaves do Céu                                                                     | Capela do Paço da Bemposta             |             |
|        | Anunciação                                                               | século XVIII | Anunciação                                                                        | Igreja de Nossa Senhora da Encarnação  |             |
|        | Salão do Palácio de Santos                                               | século XVIII |                                                                                   | Embaixada da França em Lisboa          |             |
|        | Salão Grande do Palácio de Santos                                        | século XVIII |                                                                                   | Embaixada da França em Lisboa          |             |
|        | Encontro das Famílias Santas                                             | século XVIII | Sagrada Família                                                                   | Igreja do Santíssimo Sacramento        |             |
|        | A Última Ceia                                                            | século XVIII | Última Ceia                                                                       | Igreja do Santíssimo Sacramento        |             |
|        | Glorificação das Ciências e das Artes                                    | século XVIII |                                                                                   | Academia das Ciências de Lisboa        |             |
|        | Baptismo de Jesus                                                        | século XVIII | Batismo de Jesus Jesus João Batista                                               | Basílica de Nossa Senhora dos Mártires |             |
|        | A Última Ceia                                                            | 1802         | Última Ceia                                                                       | Igreja da Póvoa de Santo Adrião        |             |
|        | São Sebastião                                                            | 1804         | Martírio de São Sebastião                                                         | Patriarcado de Lisboa                  |             |

∑ 32 items.